# Johann Christian Hüttner
Pour les articles homonymes, voir Hüttner.

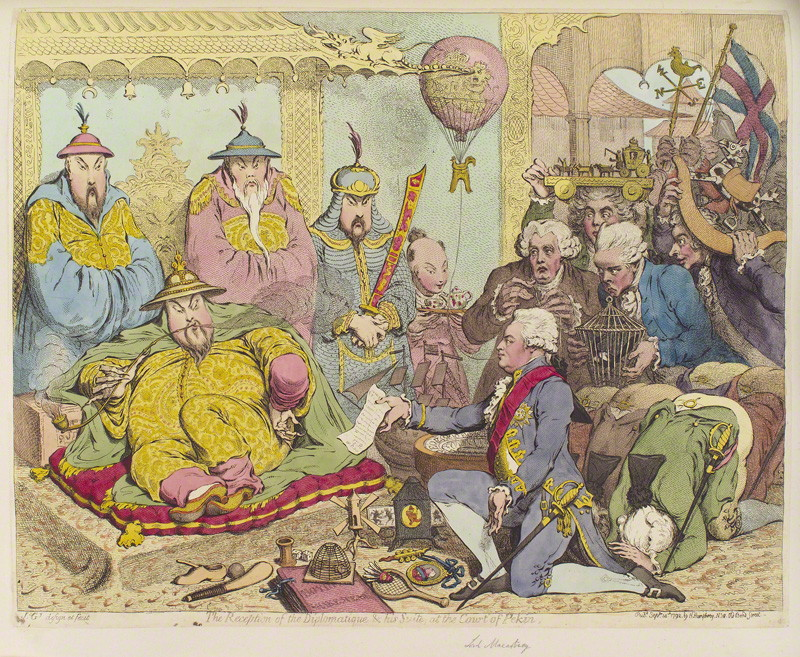
J.C. Hüttner traduisant pour George Macartney à la cour chinoise.

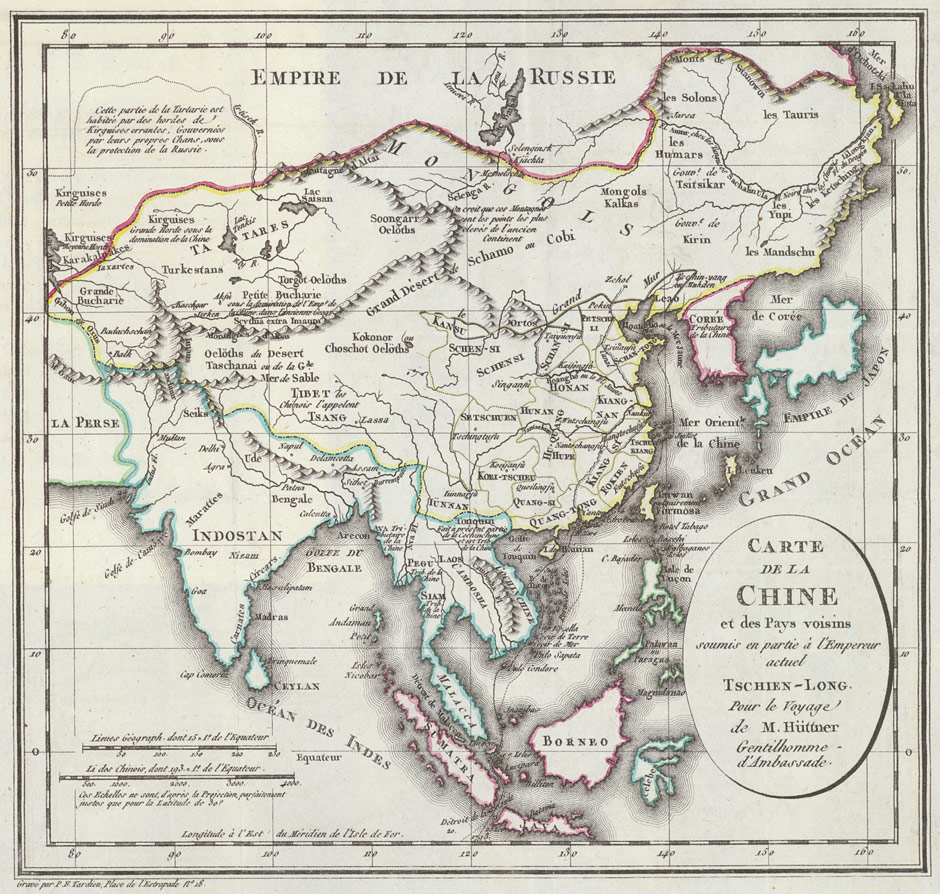
Carte de la Chine de 1798 de JC Hüttner

Johann Christian Hüttner (25 mai 1766 – 24 mai 1847) est un écrivain saxon, né à Guben dans l'électorat de Saxe.
Il étudie la philologie à Leipzig, où il obtient son doctorat en 1791 pour son travail « De mythis Platonis », publié en 1788.
Il part en Grande-Bretagne en 1791, où il enseigne à George Thomas Staunton, fils de George Leonard Staunton, avec qui il part en Chine, à l'ambassade dirigée par le Lord, George Macartney entre 1792 et 1794 à qui il sert de traducteur. [réf. souhaitée]